# قسطنطين تسيولكوفسكي
 قسطنطين تسيولكوفسكي، أوكونستانتين تسيولكوفسكي، (بالروسية: Константи́н Эдуа́рдович Циолко́вский)، عالم فيزياء روسي ولد في 17 سبتمبر 1857م وتوفي في 19 سبتمبر 1935 في قرية ازيفسكايا الروسية القريبة من مدينة كالوغا على ضفة نهر أوكا حيث كان يقطن العالم وحيث كتبت عبارة كبيرة على لوح نحاسي تقول: «هنا عاش وعمل كونستانتين تسيولكوفسكي العالم المخترع مؤسس نظريات الصواريخ والرجل الذي تنبأ بأن الطائرات النفاثة وسفن الفضاء وقطارات الصواريخ والأقمار الصناعية لا شك ستتلو الطائرات ذات المحرك التوربيني.»
ولد قسطنطين تشايكوفسكي في أسوء حالات روسيا القيصرية حيث كانت تعاني البلاد من ويلات الحروب والفقر، كان والده حطابا فقيرا وبينما قد أُصيب قسطنطين بالصمم منذ طفولته نتيجة مرض ثقلت وطأته فلم يتمكن من متابعة الدروس في المدرسة فراح يعلم نفسه بنفسه ويطالع كل ما تقع عليه من كتب ولما نزح إلى موسكو جعل يقضي وقته في دور الكتب العامة مستزيداً من العلم حتى أصبح أستاذاً للرياضيات والطبيعيات في مدينة بورفسك ثم في كالوغا التي بقي فيها حتى وفاته. ملكت عليه فكرت الطيران بعيدا عن جاذبية الأرض كل مشاعره وهو بعد في السادسة عشر من عمره.
وقد بدأ أثناء اضطلاعه بالتعليم العمل الجدي في الأبحاث العلمية التي أوصلته إلى اكتشافاته في حقول الطيران والصواريخ والسفر بين الكواكب والجيوفيزياء وقد صنع بنفسه كل الأدوات التي يحتاجه إليها في الاختبارات لأنه كان فقيرا معدما.
ومن أهم مؤلفاته هي «الفضاء» و (كشف غوامض الفضاء باستعمال آلات تطير بالقوة النفاثة).
والعالم اليوم يعرف الكثير عن أبحاثه القيمة مثل «سفينة الفضاء» و«المحرك النفاث» و«الطائرة النفاثه» و«الطائرة الصاروخية» و«مركبة الفضاء»... ويرجع الفضل إلى تسيولكوفسكي في صناعة أول صاروخ حيث أن أهم أعماله هي الصاروخ ذو المراحل وقطارات الصواريخ وشروعه للصاروخ ذو المراحل المتعددة الذي قدمه سنة 1929 م والذي كان الأساس في صناعة الصواريخ عابرة القارات والصواريخ الحاملة للأقمار الصناعية.

## بداية حياته
وُلد تسيولكوفسكي في «إيجيفسكوي»  (الآن منطقة «سباسكي»، في «ريازان أوبلاست»)، في الإمبراطورية الروسية، لعائلة من الطبقة المتوسطة. كان والده، «مكاري إدوارد إرازم تسيولكوفسكي»، حراجي بولندي كاثوليكي هاجر إلى روسيا؛ وكانت والدته الأرثودكسية الروسية من أصل تتار الفولغا وأصل روسي. كان والده على التوالي حراجًا ومدرسًا ومسؤولًا حكوميًا من الأقليات. في سن العاشرة، أصيب قسطنطين بالحمى القرمزية وأصبح ضعيف السمع. توفيت والدته عندما كان عمره 13 عامًا. لم يُقبل في المدارس الابتدائية بسبب مشكلة سمعه، لذلك تعلم بنفسه. كونه طفلًا منعزلًا يدرس في المنزل، فقد قضى معظم وقته بقراءة الكتب وأصبح مهتمًا بالرياضيات والفيزياء. خلال مراهقته، بدأ يفكر في إمكانية السفر إلى الفضاء.
أمضى تسيولكوفسكي ثلاث سنوات يتردد على مكتبة في «موسكو» حيث كان يعمل مؤيد حركة «الكونية الروسية» «نيكولاي فيودوروف». أصبح مؤمنًا في ما بعد أن استعمار الفضاء سيقود الجنس البشري إلى الكمال والسعادة والخلود.
بالإضافة إلى ذلك، استوحى تسيولكوفسكي أفكاره من قصص الخيال العلمي للكاتب «جول فيرن»، ما قاده لوضع نظريات حول السفر الفضائي والدفع الصاروخي. يُعتبر الأب المؤسس لرحلات الفضاء وأول شخص يتصور فكرة «مصعد الفضاء»، إذ استوحى الفكرة عام 1895 من «برج إيفل» المبني حديثًا في باريس.
على الرغم من تنامي معرفته بالفيزياء في صغره، كان والده قلقًا من عدم قدرته على إعالة نفسه ماليًا عند بلوغه لذا أعاده إلى منزله في سن التاسعة عشر بعد أن علم أنه كان يعمل فوق طاقته ويصاب بالجوع. بعد ذلك، اجتاز تسيولكوفسكي امتحان المعلمين وذهب للعمل في مدرسة في «بوروفسك» بالقرب من موسكو. التقى أيضًا وتزوج «فارفارا سوكولوفا» خلال ذلك الوقت. على الرغم من أنه كان عالقًا في مدينة «كالوغا»، وهي بلدة صغيرة بعيدة عن مراكز التعلم الرئيسية، فقد نجح في تحقيق اكتشافات علمية بمفرده.
عانى تسيولكوفسكي في أول عقدين من القرن العشرين مأساة شخصية. إذ انتحر ابنه «إغناتي» في عام 1902، وفي عام 1908 فقدَ العديد من أبحاثه المتراكمة خلال فيضان. وفي عام 1911، قُبض على ابنته «ليوبوف» لمشاركتها في أنشطة ثورية.

## إنجازاته العلمية
صرح تسيولكوفسكي بأنه طور نظرية الصواريخ فقط كمكمل للبحث الفلسفي حول هذا الموضوع. كتب أكثر من 400 عمل بما في ذلك نحو 90 مقالًا منشورًا عن السفر إلى الفضاء والمواضيع ذات الصلة. شملت أعماله تصميمات لصواريخ موجهة بدافعات، والصواريخ المعززة متعددة المراحل، والمحطات الفضائية، وغرف معادلة الضغط للخروج من المركبة الفضائية إلى فراغ الفضاء، وأنظمة بيولوجية ذات دورة مغلقة لتوفير الغذاء والأكسجين لمستعمرات الفضاء.
يعود تاريخ دراسة تسيولكوفسكي الأولى إلى الفترة بين عامي 1880 و1881. كتب بحثًا بعنوان «نظرية الغازات»، لخص فيه أساس «النظرية الحركية للغازات»، ولكن بعد تقديمها إلى «الجمعية الفيزيائية والكيميائية الروسية» (آر بّي سي إس)، أُبلغ أن اكتشافاته جرت بالفعل قبل 25 عامًا. بدون يأس، واصل عمله الثاني، بعنوان «ميكانيكا الكائن الحي الحيواني». تلقى هذا العمل ردود فعل إيجابية، وأصبح تسيولكوفسكي عضوا في الجمعية. تعاملت أعمال تسيولكوفسكي الرئيسية بعد عام 1884 مع أربعة مجالات رئيسية: الأساس المنطقي العلمي للمنطاد (السفينة الهوائية) المعدني بالكامل، والطائرات والقطارات الانسيابية، والحوامات، وصواريخ السفر بين الكواكب.
في عام 1892، نُقل إلى وظيفة تدريس جديدة في كالوغا حيث واصل تجاربه. خلال هذه الفترة، بدأ العمل على مشكلة شغلت الكثير من وقته خلال السنوات التالية: محاولة بناء سفينة هوائية معدنية بالكامل وقابلة للتوجيه يمكن لحجمها التوسع أو التقلص.
طور تسيولكوفسكي أول مختبر للديناميكا الهوائية في روسيا في شقته. في عام 1897، بنى أول نفق رياح روسي مع قسم اختبار مفتوح وطور طريقة لإجراء التجارب باستخدامه. في عام 1900، بعد حصوله على منحة من أكاديمية العلوم، قام بإجراء مسح باستخدام نماذج من أشكال بسيطة وحدد «معاملات السحب» للكرات والألواح المسطحة والأسطوانات والمخاريط وأشكال أخرى. كان عمل تسيولكوفسكي في مجال الديناميكا الهوائية مصدر إلهام للأفكار للعالم الروسي «نيكولاي جوكوفسكي»، الأب المؤسس لعلمي الديناميكا الهوائية وديناميكا الموائع الحديثين. وصف تسيولكوفسكي تدفق الهواء حول أجسام ذات أشكال هندسية مختلفة، ولكن لأن آر بّي سي إس لم تقدم أي دعم مالي لهذا المشروع، فقد اضطُر إلى حد كبير لتمويله من جيبه الخاص.
درس تسيولكوفسكي ميكانيكا «المركبات الجوية الأخف من الهواء». اقترح أولًا فكرة السفن الهوائية المعدنية بالكامل والقابلة للتوجيه وصنع نموذجًا لها. كان بحث «منطاد معدني قابل للتوجيه» (1892) أول بحث مطبوع عن السفينة الهوائية، الذي قدم فيه الأساس المنطقي العلمي والتقني لتصميم السفينة الهوائية مع غمد معدني. لم يتلق تسيولكوفسكي دعمًا لمشروع السفينة الهوائية، ورُفض منحه عطاءً لبناء النموذج. كما أن هيئة الطيران العامة للجيش الروسي رفضت طلبه أيضًا. في عام 1892، وجه تركيزه إلى الحقل الجديد وغير المستكشف لـ «المركبات الجوية الأثقل من الهواء». كانت فكرة تسيولكوفسكي هي بناء طائرة ذات هيكل معدني. يتضمن مقال «طائرة أو آلة تحليق تشبه الطيور» (1894) الخاص به أوصافًا ورسومات لـ «طائرة أحادية السطح»، التي تنبأ مظهرها والديناميكا الهوائية الخاصة بها بتصميم الطائرات التي جرى بنائها بعد 15 إلى 18 عامًا. في طائرة الملاحة الجوية، تمتلك الأجنحة مظهرًا جانبيًا سميكًا بحافة أمامية مستديرة وهيكلًا مُصممًا بشكل انسيابي. لكن لم تحصل أبحاثه عن الطائرات والسفن الجوية على اعتراف من الممثلين الرسميين للعلوم في روسيا، ولم تتلق بحوث تسيولكوفسكي اللاحقة دعمًا ماليًا ولا معنويًا. في عام 1914، عرض نماذجه الخاصة بالسفن الهوائية المعدنية بالكامل والقابلة للتوجيه في مؤتمر الملاحة الجوية في «سانت بطرسبرغ»، لكنه قابل استجابة فاترة.
بعد خيبة أمله هذه، تخلى تسيولكوفسكي عن قضايا الفضاء والملاحة الجوية مع بداية الحرب العالمية الأولى وبدلًا من ذلك وجه تركيزه لمشكلة تخفيف حدة الفقر. شغل هذا وقته خلال سنوات الحرب حتى الثورة الروسية في عام 1917.
ابتداء من عام 1896، درس تسيولوفسكي بشكل منهجي نظرية حركة الأجهزة الصاروخية. عبر تسيولوفسكي لأول مرة عن أفكاره حول استخدام مبدأ الصواريخ لاستكشاف الكون عام 1883، وطور نظرية صارمة للدفع الصاروخي في عام 1896. اشتق تسولكوفسكي الصيغة الرياضية، والتي أطلق عليها اسم «صيغة الطيران الرياضية» التي تُعرف الآن باسم «معادلة تسالكوفسكي الصاروخية»، إذ ربطت بين القيم التالية:
1. التغير في سرعة الصاروخ (Δv)
2. سرعة غاز عادم المحرك (Δve)
3. الكتلة الابتدائية (m0) والنهائية (mf) للصاروخ

{\displaystyle \Delta v=v_{e}\ln {\frac {m_{0}}{m_{f}}}}
يُعتبر المقال الذي يحمل عنوان «استكشاف الفضاء الخارجي بواسطة الأجهزة الصاروخية»، المنشور في مايو 1903، أهم أعمال تسيولوفسكي. حسب تسيولوفسكي، باستخدام معادلته الصاروخية أن السرعة الأفقية المطلوبة للدخول في أصغر مدار حول الأرض هي 8000 متر/ثانية (5 أميال/الثانية) وأنه يمكن تحقيق ذلك باستخدام صاروخ متعدد المراحل مُزود بوقود من الأكسجين والهيدروجين السائلين. في مقاله، أثبت لأول مرة قدرة الصواريخ على السفر الفضائي. في هذا المقال وما تلاه من مكملات (في 1911 و1914)، طور بعض الأفكار المتعلقة بالقذائف الصاروخية وفكر في استخدام محركات صواريخ الوقود السائل.
كان المظهر الخارجي لتصميم مركبة تسيولكوفسكي الفضائية، الذي نُشر عام 1903، أساسًا لتصميم المركبات الفضائية الحديثة. تضمن التصميم هيكلًا مقسمًا إلى ثلاثة أقسام رئيسية. كانت حجرة الطيار ومساعد الطيار في القسم الأول، في حين احتوى القسمان الثاني والثالث على الأكسجين والهيدروجين السائلين اللازمين لتزويد المركبة الفضائية بالوقود.

## روابط خارجية
- كونستانتين تسيولكوفسكي على موقع الموسوعة البريطانية (الإنجليزية)
- كونستانتين تسيولكوفسكي على موقع مونزينجر (الألمانية)
- كونستانتين تسيولكوفسكي على موقع ميوزك برينز (الإنجليزية)
- كونستانتين تسيولكوفسكي على موقع إن إن دي بي (الإنجليزية)